# Omocyrius
Omocyrius is een kevergeslacht uit de familie van de boktorren (Cerambycidae). De wetenschappelijke naam van het geslacht werd voor het eerst geldig gepubliceerd in 1866 door Pascoe.

## Soorten
Omocyrius omvat de volgende soorten:
- Omocyrius fulvisparsus Pascoe, 1866
- Omocyrius jansoni Ritsema, 1888